# Véronique Bédague
Véronique Bédague oder Véronique Bédague-Hamilius oder Véronique Marguerite Madeleine Bédague (* 20. Januar 1964 in Wavrans-sur-l’Aa, Département Pas-de-Calais) ist eine französische Wirtschaftswissenschaftlerin. Sie ist Präsidentin und Geschäftsführerin des Immobilienkonzerns Nexity.
Zuvor hatte sie hohe Positionen im öffentlichen Sektor inne. Unter anderem war sie von 1994 bis 1997 Ökonomin beim Internationalen Währungsfonds, von 2000 bis 2002 Beraterin für den Staatshaushalt im französischen Finanzministerium, von 2008 bis 2014 Generalsekretärin des Pariser Rathauses und von 2014 bis 2016 Kabinettschefin des Premierministers Manuel Valls.

## Familie und Studium
Véronique Bédague wuchs im Loir-et-Cher auf dem Land auf, wo ihr Vater eine Brauerei besaß und mit Holzpaletten handelte.
Sie schloss 1984 ihr Studium am Institut d’études politiques de Paris und 1987 an der École supérieure des sciences économiques et commerciales (Essec) jeweils mit einem Diplom ab. Von 1988 bis 1990 besuchte sie die École nationale d’administration (ENA).
Véronique Bédague ist mit Jérôme Hamilius, einem hohen luxemburgischen Beamten, verheiratet und hat zwei Kinder.

### Karriere

#### Im öffentlichen Sektor
1990 wurde Bédague in das Ministerium für Wirtschaft und Finanzen berufen. 1994 wurde sie zur Ökonomin in der Abteilung für öffentliche Finanzen beim Internationalen Währungsfonds in Washington ernannt. 1997 kehrte sie nach Frankreich zurück und bekleidete Leitungspositionen in verschiedenen Ministerien. Von 2000 bis 2002 war sie Beraterin für den Staatshaushalt beim Finanzminister Laurent Fabius und bei der Staatssekretärin Florence Parly.
Im Jahr 2002 wurde sie zur Finanzdirektorin und 2008 zur Generalsekretärin des Pariser Rathauses ernannt. Zu dieser Zeit war Bertrand Delanoë Bürgermeister von Paris.
2014 wurde sie zur Kabinettschefin von Manuel Valls ernannt, als dieser sein Amt als Premierminister antrat. Sie war die erste Frau auf diesem Posten.
Im April 2022 wurde ihr Name in der Presse als mögliche Nachfolgerin von Jean Castex als Premierministerin genannt. Nach einem Gespräch mit dem Staatspräsidenten Emmanuel Macron lehnte sie den Vorschlag ab.

#### In der Wirtschaft
Bédague trat 2017 als Generalsekretärin und Vorstandsmitglied in den Immobilienkonzern Nexity ein. 2019 wurde sie stellvertretende Generaldirektorin und 2021 Generaldirektorin des Immobilienkonzerns. Seit dem 1. Januar 2023 ist sie Präsidentin und Generaldirektorin (présidente-directrice générale) von Nexity.

## Auszeichnungen
- 2018: Offizier des Verdienstordens Ordre national du Mérite[11]
- 2012: Ritterin der Ehrenlegion[12]

Im März 2021 wurde sie von der Tageszeitung Les Échos als Nr. 6 der einflussreichsten Frauen in sozialen Netzwerken eingestuft.